# Michel Lootens
Michel Lootens is een Belgisch voormalig hockeyer.

## Levensloop
Lootens was actief bij KHC Dragons. Met deze ploeg werd hij in het seizoen 1996-'97 landskampioen. Daarnaast maakte hij deel uit van Belgisch hockeyteam.
Na zijn spelerscarrière werd Lootens actief als vertegenwoordiger bij AstroTurf en vervolgens Condor Gras.
Zijn schoonbroer Piet Briels was ook actief in het hockey, evenals diens zoon Thomas Briels en zijn eigen zoon Max.